# صفيط (عين العرب)
صفيط قرية سوريّة تتبع إداريّاً لمحافظة حلب منطقة عين العرب ناحية صرين، بلغ تعداد سكانها 441 نسمة حسب التعداد السكاني لعام 2004.